# برندن، منیتوبا
برندن، منیوبا (به انگلیسی: Brandon) یک شهر در کانادا است که در منیوبا واقع شده‌است.

## خصوصیات
برندن ۴۶۵٫۱۶ کیلومترمربع مساحت و ۴۶٬۰۶۱ نفر جمعیت دارد و ۴۰۹٫۴۰ متر بالاتر از سطح دریا واقع شده‌است. این شهر واقع در جنوب غربی ایالت منیتوبا و در حاشیه رود آسینیبوین و در فاصله ۲۱۴ کیلومتری غرب پایتخت ایالت، شهر وینیپگ می‌باشد. برندن زمستان‌های سرد و تابستان‌هایی معدتل و گاهی گرم دارد. این شهر در سال ۱۸۸۲ به عنوان شهر ثبت گردید. دلیل اصلی گسترش آن در ابتدا قرارگیری در مسیری راه آهن شرق به اقیانوس آرام بود.
این شهر دارای سه مرکز آموزش عالی به نام‌های دانشگاه برندن، کالج ارتباطات آسینیبوین و کالج آموزش‌های اورژانس پزشکی می‌باشد.
مرکز کیستون برندن، یکی از مکان‌های تفریحی تلفیقی بزرگ در کانادا می‌باشد. نشریه برندن سان به عنوان یک رسانه محلی به صورت روزانه منتشر می‌شود. هر ساله جنشواره هنر برندن، جشنواره موسیقی جاز برندن و جشنواره موسیقی فلک برندن در این شهر برگزار می‌شود.
وسایل حمل نقل عمومی بین شهری برندن شامل فرودگاه برندن و ایستگاه قطار برندن است. ظرفیت‌های حمل نقل درون‌شهری شامل ناوگان تاکسیرانی، ناوگان اتوبوسرانی و مسیر جداگانه دوچرخه سواری می‌باشد.